# Chicago Fire (seizoen 6)
Dit artikel vat het zesde seizoen van Chicago Fire samen. Dit seizoen liep van 28 september 2017 tot en met 10 mei 2018 en telde drieëntwintig afleveringen.

## Rolverdeling

### Hoofdrollen
- Jesse Spencer - luitenant Matthew Casey
- Taylor Kinney - luitenant Kelly Severide
- Monica Raymund - paramedicus Gabriela Dawson
- Kara Killmer - paramedicus Sylvie Brett
- Eamonn Walker - commandant Wallace Boden
- David Eigenberg - brandweerman Christopher Hermann
- Yuri Sardarov - brandweerman Brian "Otis" Zvonecek
- Joe Minoso - brandweerman / chauffeur Joe Cruz
- Christian Stolte - brandweerman Randy "Mouch" McHolland
- Miranda Rae Mayo - brandweerman Stella Kid

### Terugkerende rollen
- Randy Flagler - reddingswerker Capp
- Anthony Ferraris - reddingswerker Tony
- Melissa Ponzio - Donna Robbins
- Daniel Zacapa - Ramon Dawson
- DuShon Monique Brown - secretaresse Connie
- Daniel di Tomasso - luitenant Zach
- Jon Seda - rechercheur Antonio Dawson
- Gary Cole - chief Grissom
- Eloise Mumford - Hope Jacquinot

## Afleveringen
| Nr. | Aflevering | Titel                              | Regisseur          | Schrijver(s)                             | Selectie gastrollen | Uitzenddatum      |  |
| --- | ---------- | ---------------------------------- | ------------------ | ---------------------------------------- | --- | ----------------- |  |
| 115 | 1          | It Wasn't Enough                   | Reza Tabrizi       | Derek Haas                               | Marquis Rodriguez - Rashidi Taylor Gordon Clapp - kapelaan Orlovsky Bradley Grant Smith - Mike Tucker                                                                                          | 28 september 2017 |  |
| Terwijl de meeste brandweermannen in de val zitten in de grote brand, maakt Boden een snelle beslissing door het gebruiken van de waterkanonnen om hen te redden. Twee maanden na de brand zijn alle betrokkenden weer voldoende hersteld om hun werkzaamheden weer op te pakken. Casey ontvangt een medaille voor zijn getoonde moed tijdens de grote brand, en er wordt gedacht om hem te promoveren tot kapitein. Casey hoort hier ook van en twijfelt of hij hier klaar voor is, vooral omdat in deze functie veel politiek komt kijken. Ondertussen verhuist de vader van Dawson zonder haar in te lichten, en Mouch keert terug op de kazerne met een nieuw uiterlijk. Brett ontmoet een vriendin uit haar verleden, die dan een relatie krijgt met Severide. Donna start een nieuwe baan op een school, waar een brand uitbreekt waarbij een lerares zwaar gewond raakt. Donna verklaart later dat de brand geen ongeluk was. |            |                                    |                    |                                          | |                   |  |
| 116 | 2          | Ignite on Contact                  | John Hyams         | Andrea Newman                            | Marquis Rodriguez - Rashidi Taylor Tim Hopper - brandonderzoeker Van Meter Erin Breen - luitenant Hubble                                                                                       | 5 oktober 2017    |  |
| Boden, Casey en Severide onderzoeken de brand op de school van Donna, en ontdekken dat er sprake is van brandstichting en dat waarschijnlijk een leerling hierin een rol speelde. Ondertussen daagt Mouch kazerne 87 uit voor een brandweerwedstrijd, dit na een pittige brand. Hierbij roept hij de hulp in van zijn collega's van kazerne 51. |            |                                    |                    |                                          | |                   |  |
| 117 | 3          | An Even Bigger Surprise            | Sanford Bookstaver | Jill Weinberger                          | John Gatins - Sam Mullins Jeff Lima - Leon Cruz Kurt Naebig - Calhoun Aaron J. Nelson - Paul Pogue                                                                                             | 12 oktober 2017   |  |
| Wanneer Boden andere werkzaamheden krijgt komt er een nieuwe commandant werken op kazerne 51, en krijgt al snel conflicten met Casey, Severide en Dawson over de kazerneregels en beslissingen over de meldingen. Later krijgt Casey verrassend nieuws van Boden. Ondertussen organiseren Mouch, Otis en Hermann een verjaardagscadeau voor Cruz door zijn broer Leon te laten komen. Brett krijgt schokkend nieuws over haar vriendin Hope |            |                                    |                    |                                          | |                   |  |
| 118 | 4          | A Breaking Point                   | Matt Earl Beesley  | Michael A. O'Shea                        | Daniel Feuerriegel - Will Tucker Meredith Holzman - Colleen Wilkes Taylor Anthony Miller - Gil Scanlon Ariel Felix - Jamael                                                                    | 19 oktober 2017   |  |
| Tijdens persoonlijke boodschappen ontdekt Dawson afbrekend beton in een parkeergarage tijdens werkzaamheden door bouwvakkers. Snel hierna stort de parkeergarage in met Dawson en de bouwvakkers eronder, en zij zet dan al haar middelen in om haar en de bouwvakkers te redden. Ondertussen begint Casey onwennig aan zijn nieuwe functie als kapitein, en ziet zwaar tegen de bijhorende ceremonie op. Brett confronteert Hope met de geruchten over dat zij geld heeft gestolen. |            |                                    |                    |                                          | |                   |  |
| 119 | 5          | Devil's Bargain                    | Jono Oliver        | Michael Gilvary                          | Nick Jandl - dr. Pete Calhoun Richard Cotovsky - eigenaar pandjeshuis Nicole Cready - Deborah                                                                                                  | 26 oktober 2017   |  |
| Severide en Casey raken in een heftig conflict, dit na een gevaarlijke reddingsmissie. Casey zoekt hiervoor hulp bij Boden, maar aangezien hij nu kapitein is beseft hij al snel dat hij dit zelf op moet lossen. Brett heeft een date met een dokter die zij ontmoet na een melding. Otis demonstreert een nieuw stuk gereedschap uit Japan op de kazerne, en hoopt Casey te overtuigen om dit te gaan gebruiken. Geldproblemen veroorzaakt een zekere spanning tussen Hope, Brett en Kidd. |            |                                    |                    |                                          | |                   |  |
| 120 | 6          | Down is Better                     | Reza Tabrizi       | Derek Haas                               | John Gatins - Sam Mullins Ariane Rinehart - Lily Brian Charles Johnson - Manfredi Michael Hayden - chief Huffhines                                                                             | 2 november 2017   |  |
| Na een succesvol optreden door Kidd bij een melding hoort zij, tot haar ontzetting, dat zij naar een andere kazerne wordt overgeplaatst. Casey en Hermann onderzoeken deze overplaatsing, en ontdekken dat zij erin geluisd is door Hope die haar handtekening heeft vervalst op een overplaatsingsformulier. Ondertussen komt de spanning tussen Dawson en haar vader tot een hoogtepunt. Otis denkt over uitbreiding van Molly’s, dit omdat hij de perfecte locatie heeft gevonden om dit te kunnen doen. Dawson en Brett worden naar een melding gestuurd van een persoon die neergestoken is, tot ontzetting van Dawson betreft het haar vader. |            |                                    |                    |                                          | |                   |  |
| 121 | 7          | A Man's Legacy                     | Joe Chappelle      | Alvaro Rodriguez                         | Colin Donnell - Connor Rhodes Marlyne Barrett - Maggie Lockwood Ariane Rinehart - Lily Quinn Cooke - Bria                                                                                      | 4 januari 2018    |  |
| Dawson is ontzet over het feit dat haar vader is neergestoken en voor dood is achtergelaten. Zij brengt hem met spoed naar het ziekenhuis waar hij gered kan worden. Ondertussen bereidden Otis, Kidd en Hermann zich voor op de opening van Molly’s noord door adverteren. Boden handelt de naweeën af van een brand waarbij een beroemde bleuszanger gewond raakte. Brett overdenkt haar relatie met Dawson. |            |                                    |                    |                                          | |                   |  |
| 122 | 8          | The Whole Point of Being Roommates | Stephen Cragg      | Jamila Daniel                            | Quinn Cooke - Bria Michael Cognata - Julian Robbins Andrew Rothenberg - Jon Seda - Antonio Dawson                                                                                              | 11 januari 2018   |  |
| Na het redden van een jong meisje wordt Dawson gedwongen om een moeilijke beslissing te nemen, dit na de ontdekking dat de vader van het meisje verslaafd is aan pijnstillers. Ondertussen raakt Hermann in conflict met een agent tijdens een melding. Otis en Cruz proberen te ontdekken met wie Brett een relatie heeft. Boden is sceptisch als een broer van Donna onverwachts langskomt. |            |                                    |                    |                                          | |                   |  |
| 123 | 9          | Foul is Fair                       | Sanford Bookstaver | Derek Haas                               | Andrew Rothenberg - mr. Jamison Carolyn Hoerdemann - tante Melinda N.K. Gutierrez - Pilar Valdez Alex Levy - dakloze tiener                                                                    | 18 januari 2018   |  |
| Dawson en Casey hebben moeite met de communicatie tussen elkaar. Brett en Kidd strijden met elkaar over de aandacht van een collega. Otis, Hermann en Mouch gaan op zoektocht naar de bron van wat het werken op de kazerne moeilijk maakt. |            |                                    |                    |                                          | |                   |  |
| 124 | 10         | Slamigan                           | Bill Johnson       | Andrea Newman                            | Quinn Cooke - Bria Andrew Rothenberg - mr. Jamison Sebastian Chacon - Aaron Deanna Reed-Foster - Tina Cantrell                                                                                 | 25 januari 2018   |  |
| Dawson en Casey proberen nog steeds de verblijfplaats te achterhalen van Bria. Ondertussen probeert Cruz nog steeds de hulp van Brett, Otis en Hermann te krijgen voor het maken van een nieuw stuk gereedschap voor hun werk. Kidd gaat voor haar eerste date met luitenant Zach. |            |                                    |                    |                                          | |                   |  |
| 125 | 11         | Law of the Jungle                  | Reza Tabrizi       | Michael A. O'Shea                        | Amy Morton - brigadier Trudy Platt Amanda Calabrese - Annabelle Herrmann Poppy Golland - Jocelyn                                                                                               | 1 februari 2018   |  |
| Severide en Casey krijgen een meningsverschil over een reddingsoperatie, en Severide krijgt dan een aanbod voor hulp hierbij wat hij afwijst. Ondertussen brengt Hermann zijn dochter naar haar werk, en vraagt zijn collega’s voor hulp om haar te vermaken. Dawson geeft Brett een tegoedbon voor een dagje kuuroord met een vriend, en Kidd maakt stappen op haar sociale ladder. |            |                                    |                    |                                          | |                   |  |
| 126 | 12         | The F is For                       | James Hanlon       | Jill Weinberger                          | Noah Segan - Nate Isaacs Michael Hayden - chief Huffhines Phil Ridarelli - Mitchell Monroe Zach Weil - Kevin                                                                                   | 1 maart 2018      |  |
| Casey en Severide worden gedwongen om van de vijfde verdieping in een rivier te springen, en deze sprong overleven zij beide. Door deze gebeurtenis vraagt een persfotograaf toestemming om hen een dag te volgen tijdens hun werkzaamheden. Maar Casey betrapt de fotograaf wanneer hij foto's van Dawson wil maken wanneer zij onder de douche staat. Ondertussen begint Kidd met haar zoektocht naar een appartement, dit tot teleurstelling van Severide. Dawson en Brett onderzoeken een mishandeling op een verblijfplaats voor daklozen. |            |                                    |                    |                                          | |                   |  |
| 127 | 13         | Hiding Not Seeking                 | Leslie Libman      | Derek Haas Andrea Newman Michael Gilvary | Jason Beghe - brigadier Hank Voight Jesse Lee Soffer - rechercheur Jay Halstead Patrick John Flueger - agent Adam Ruzek Marina Squerciati - agente Kim Burgess Tracy Spiridakos - Hailey Upton | 8 maart 2018      |  |
| Deze aflevering is de afsluiting van de cross-over met Chicago P.D. (seizoen 5, aflevering 16). Brandweerkazerne 51 wordt door de politie om hulp gevraagd, zij willen dat Dawson en Brett undercover gaan in hun onderzoek naar een seriebommenlegger die aanslagen pleegt op mensen in de media. Tijdens het onderzoek bieden Casey, Severide en Boden hun hulp aan in het onderzoek. Ondertussen Krijgt Kidd tijdens een relatie bedenkingen, wanneer zij ontdekt dat zij nog steeds gevoelens heeft voor Severide. |            |                                    |                    |                                          | |                   |  |
| 128 | 14         | Looking for a Lifeline             | Joe Chappelle      | Derek Haas                               | Michael Cognata - Julian Robbins Marika Engelhardt - Holly Boylan Daniel Stewart Sherman - Nick Gehlfuss - Will Halstead Yaya DaCosta - April Sexton                                           | 22 maart 2018     |  |
| Tijdens een oproep bij een auto-ongeluk begint Casey een vermoeden te krijgen van huishoudelijk geweld tussen een man naar zijn vrouw, dit omdat de man agressief en dominant reageert. Ondertussen biedt Kidd haar helpende hand naar Severide. Wanneer Hermann, Otis en Mouch investeerders van buitenaf binnenhalen begint Cruz dit te irriteren. Brett neemt Dawson in vertrouwen, nadat Dawson een vermoeden heeft geuit dat Brett misschien zwanger is. |            |                                    |                    |                                          | |                   |  |
| 129 | 15         | The Chance to Forgive              | Reza Tabrizi       | Michael A. O'Shea Jamila Daniel          | Brian Tee - Ethan Choi Ariane Rinehart - Lily Ed Amatrudo - Roger Norwood Adam Shalzi - Patrick Steve Chikerotis - chief Walker                                                                | 22 maart 2018     |  |
| Brandweerkazerne 51 reageert op een oproep van een woningbrand, maar dit neemt een dramatische wending wanneer Otis zwaargewond raakt na een schietpartij. Ondertussen ontdekt Brett dat zij romantische gevoelens heeft op rechercheur Dawson, en is teleurgesteld wanneer hij een blind date heeft met een andere vrouw. Casey probeert Severide over te halen om zijn ware gevoelens naar Kidd te tonen. |            |                                    |                    |                                          | |                   |  |
| 130 | 16         | The One that Matters the Most      | Bill Johnson       | Michael Gilvary                          | Brian Tee - dr. Ethan Choi Damon Dayoub - Cordova Ariane Rinehart - Lily Rusty Schwimmer - Jill                                                                                                | 29 maart 2018     |  |
| Wanneer Otis afwezig is van zijn werk als brandweerman zorgt zijn vervanger al snel voor spanningen op de brandweerkazerne. Ondertussen wordt de relatie tussen Severide en Kidd al snel romantischer van aard. Grissom observeert de brandweerkazerne tijdens hun werkzaamheden, en krijgt dan een heftige discussie met Severide. Boden overweegt het aannemen van een belangrijke promotie. |            |                                    |                    |                                          | |                   |  |
| 131 | 17         | Put White on Me                    | Matt Earl Beesley  | Jill Weinberger                          | Treat Williams - Benny Severide Damon Dayoub - Cordova Michael Hayden - chief Huffhines Kim Delaney - Jennifer Sheridan                                                                        | 5 april 2018      |  |
| Otis keert weer terug na zijn afwezigheid door een verwonding, en krijgt dan tijdelijke kantoorwerk. Ondertussen krijgt Severide bezoek van zijn moeder, en die raakt meteen in conflict met Kidd. De relatie tussen Casey en Dawson wordt tot zijn uiterste getest, wanneer een geheim bekend wordt over Cordova. Een privéambulancebedrijf gaat samen werken met Brett en Dawson bij diverse oproepen. |            |                                    |                    |                                          | |                   |  |
| 132 | 18         | When They See Us Coming            | Lin Oeding         | Andrea Newman Michael Gilvary            | Treat Williams - Benny Severide Damon Dayoub - Cordova Chance Kelly - agent Reardon Greg Matthew Anderson - agent Scoville Rachel Cerda - agente Julia Cortes                                  | 12 april 2018     |  |
| De FBI brengt een bezoek aan de brandweerkazerne voor hun onderzoek. Ondertussen geeft de moeder van Severide een goed bedoeld advies aan Kidd, en deze moet nu een belangrijke beslissing nemen. Otis wordt compleet genezen verklaard van zijn verwondingen, en is blij dat hij zijn baan als brandweerman weer kan oppakken. |            |                                    |                    |                                          | |                   |  |
| 133 | 19         | Where I Want to Be                 | Eric Laneuville    | Michael A. O’Shea                        | Damon Dayoub - Cordova Robyn Coffin - Cindy Hermann David VonKampen - Lee Henry Herrmann Tanya Alina Galván - Marlena Ryan David Heywood - hoofd ambulancedienst                               | 19 april 2018     |  |
| Een brand in een drugshuis zorgt voor een enorme geweldsexplosie in de wijk. Een vermissing van een groot geldbedrag zorgt ervoor dat de carrière van Cordova onder druk komt te staan. Otis wil zijn psychologisch traject versneld doorlopen, wat al snel een terugslag geeft en moet nu zijn toekomst overdenken. Cordova maakt een belangrijke beslissing over zijn toekomst in de brandweerkazerne. Kidd overdenkt haar situatie nu zij samenwoont met Severide. Hermann moet de consequenties aanvaarden wanneer zijn zoon het huis verlaat om op zich eigen te gaan wonen. |            |                                    |                    |                                          | |                   |  |
| 134 | 20         | The Strongest Among Us             | Reza Tabrizi       | Derek Haas                               | Quinn Cooke - Bria Andrew Rothenberg - mr. Jamison Cynthia Sosa - John Lepard - Michael Bassett - commandant Staton                                                                            | 26 april 2018     |  |
| Otis keert terug naar actieve dienst, en raakt meteen in conflict met Kidd die haar taak als chauffeur niet wil opgeven. Ondertussen ontvangen Severide en Boden na een uitruk anoniem steekpenningen. Bra keert terug in het leven van Dawson om haar te helpen met promotie, en Cruz vraagt Brett advies over een relatie met een getrouwde vrouw. |            |                                    |                    |                                          | |                   |  |
| 135 | 21         | The Unrivaled Standard             | Joe Chappelle      | Jeff Drayer                              | Cynthia Sosa - Robyn Coffin - Cindy Herrmann Steve Casillas - Gregg Hill Cade Lappin - Nicholas Andy-John - Paul Colannino Sarah Shahi - Renée Royce                                           | 3 mei 2018        |  |
| Severide is ontzet als hij ontdekt dat zijn oude vriendin Rene Royce weer in Chicago is, en hem een gunst vraagt. Hermann en een andere brandweerluitenant raken in een conflict over een basketbalwedstrijd voor hun kinderen. Casey en Severide moedigen Boden aan om voor een pormotie te gaan. Hermann rouwt om het verlies van een vriend en basketbaltrainer, en maakt zich op voor de begrafenis. |            |                                    |                    |                                          | |                   |  |
| 136 | 22         | One for the Ages                   | Leslie Libman      | Michael Gilvary Andrea Newman            | Sarah Shahi - Renée Royce Joe Carroll - Glenn Cade Lappin - Nicholas Steve Chikerotis - Chief Walker Michael Bassett commandant Staton Jason Singer - ondercommandant Bouchard                 | 10 mei 2018       |  |
| Boden is in de running voor de functie van brandweercommandant van Chicago, met de steun van de burgemeester. Na een telefoontje ontmoet Brett een man die geïnteresseerd is in een uitvinding van Cruz. Kidd wordt achterdochtig op de bedoelingen van Renée met Severide. |            |                                    |                    |                                          | |                   |  |
| 137 | 23         | The Grand Gesture                  | Reza Tabizi        | Derek Hass                               | Sarah Shahi - Renée Royce Michael Hayden - Chief Huffhines Sam Porretta - Chief Hatcher Jennifer Anglin - Devon Angela Peel - Wendy                                                            | 10 mei 2018       |  |
| De promotiekansen voor Boden slinken snel wanneer zijn persoonlijke leven openbaar wordt. Brett moet de gevolgen onder ogen zien na een oproep die al snel gevaarlijk wordt. Het wordt duidelijk dat Casey en Dawson niet op de natuurlijke wijze een kind kunnen verwekken, en Casey overweegt dan een adoptie. |            |                                    |                    |                                          | |                   |  |